# Vega de la Carrera
Vega de la Carrera är en ort i Mexiko.   Den ligger i kommunen La Misión och delstaten Hidalgo, i den sydöstra delen av landet, 170 km norr om huvudstaden Mexico City. Vega de la Carrera ligger 557 meter över havet och antalet invånare är 105.
Terrängen runt Vega de la Carrera är varierad. Vega de la Carrera ligger nere i en dal. Runt Vega de la Carrera är det ganska glesbefolkat, med 39 invånare per kvadratkilometer. Närmaste större samhälle är Jacala, 17,6 km väster om Vega de la Carrera. I omgivningarna runt Vega de la Carrera växer i huvudsak blandskog.